# Jan van Zanen
Jan van Zanen (ur. 4 września 1961) – holenderski polityk, od 2005 do 2013 burmistrz Amstelveen, w latach 2014–2020 burmistrz Utrechtu, od 2020 burmistrz Hagi. W latach 2003–2008 przewodniczący Partii Ludowej na rzecz Wolności i Demokracji, w latach 2015–2023 przewodniczący Stowarzyszenia Gmin Holenderskich.

## Życiorys
Jan van Zanen urodził się 4 września 1961. Dorastał w Edam-Volendam. Ukończył studia prawnicze w Vrije Universiteit oraz na Uniwersytecie Cornella w Ithace. W 1998 roku został radnym Utrechtu, stanowisko to obejmował do 2005, kiedy to mianowano go burmistrzem miasta Amstelveen. Dwa lata wcześniej został przewodniczącym Partii Ludowej na rzecz Wolności i Demokracji, był nim do 2008. 1 stycznia 2014 burmistrz Utrechtu, Aleid Wolfsen, złożył rezygnację ze swojego stanowiska, rok później van Zanen objął jego funkcję. Od 3 czerwca 2015 do 14 czerwca 2023 był przewodniczącym Stowarzyszenia Gmin Holenderskich. 1 lipca 2020 roku został zaprzysiężony na burmistrza Hagi.

## Odznaczenia
- Order Izabeli Katolickiej (2021)[4].